# ASPicDB
ASPicDB는 대안적 스플라이싱에 의해 생성된 인간 단백질 변이체의 데이터베이스이다.

## 같이 보기
- FOSB